# 물뿌리개

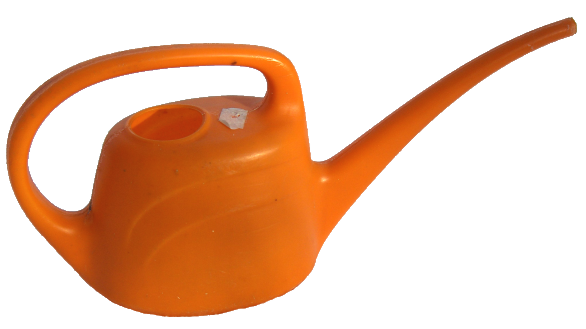
플라스틱으로 된 물뿌리개.

물뿌리개는 손잡이와 주둥이가 있는 휴대용 용기의 하나로, 손으로 식물에게 물을 주는데 사용된다. 적어도 17세기 이후부터 사용되어오고 있으며, 그 뒤로 디자인에 많은 발전이 있어왔다. 식물에 물을 주는 용도 이외에도 다용도 도구로서 다양한 용도로 이용되고 있다.
용기의 용적은 0.5리터(가정에서 키우는 실내 식물용)부터 10리터(정원용)에 이르기까지 다양하다. 금속, 세라믹스, 플라스틱으로 제조되는 것이 보통이다. 주둥이 끝은 마개가 있어서 토양이나 예민한 식물에 대한 과도한 수압을 막을 목적으로 물의 흐름을 막을 수 있다.

## 역사
물뿌리개의 영어 낱말 watering can은 1692년에 처음 등장하였다. 그 이전에는 watering pot이라는 표현이 사용되었다.

## 현대적 이용
물뿌리개는 정원사가 식물에 물을 줄 때라든지, 공사장 인부가 아스팔트를 적용하기 위해, 또 장식 목적으로도 사용된다.